# Вантаа (річка)
Вантаа (фін. Vantaa, швед. Vanda å), у верхній течії — Вантаанйоки (фін. Vantaanjoki) — річка на півдні Фінляндії.
Довжина річки - 101 км . Площа водозбірного басейну - 1688 км . Вантаа витікає з озера Еркюляньярві на території громади Хаус'ярві, а впадає до Фінської затоки на території Гельсінкі.
Найбільша притока - Кераванйокі (65 км).
На річці розташовані міста Вантаа та столиця Фінляндії Гельсінкі . Є також невелика гідростанція, яка виробляє до 500 мегават-годин енергії на рік  .